# メビウス (2013年の韓国映画)
『メビウス』（原題：뫼비우스）は、キム・ギドク監督による2013年公開の韓国映画。

## あらすじ
ある日、自宅前に停められた車の中で父（チョ・ジェヒョン）と愛人の女（イ・ウヌ）が性交しているところを、帰宅途中の息子（ソ・ヨンジュ）が目撃する。父の不倫を疑っていた母（イ・ウヌ）は、その場面を見たのち、女が営む雑貨店の窓を割りに行く。深夜、興奮した息子が部屋で自慰行為に及んでいるところを母は覗いてしまう。廊下に置かれた仏像を持ち上げ、その下に隠されていたナイフを手に取った母は、父の寝室に忍び込む。母は父の性器を切り取ろうとするが、間一髪のところで目覚めた父は母を蹴り飛ばし、部屋から追い出す。母は息子の部屋に入って行き、眠りについていた息子の性器を切り取る。息子の叫び声を聞いて駆けつけた父が息子を担いで病院へ向かったのち、母は家を出て行く。人気が途絶えた大通りを歩く母は、骨董品店の前で、ショーウィンドーに陳列された仏像のひとつに祈りを捧げている男性を見かけるが、その後ろ姿からは男性の素性は分からない。
退院後、性器がないことを同級生に知られた息子は、いじめを受ける。女のもとを訪ねた息子は、雑貨店の前の路上で同級生たちにパンツを脱がされそうになるが、3人の不良の男たちがやって来て、同級生たちを追い払う。そこで女に目をつけた3人は、店の奥で彼女を襲う。入れ代わり立ち代わり強姦に及んだ3人が店の外から見守る中、店の奥に入った息子は、泣きつづける彼女と交わるふりをする。後日、息子は3人と同じく強姦罪で逮捕される。父は無実を証明するために息子のパンツを下ろそうとするが、息子はそれを拒み、手錠をかけられたまま、父を蹴りつづける。息子は収監され、独房に入れられる。
父は、病院で性器切除の手術を受けたのち、性器のない状態でオーガズムを得る方法がないか、インターネットで調べつづける。やがて、石を肌に擦りつけることでオーガズムが得られると分かる。流血するほど足の甲に石を擦りつける行為によって射精できた父は、面会室で息子に1枚の紙切れを渡し、その方法を伝授する。その夜、息子は独房の壁の破片を腕にこすりつけて快楽を得ることに成功する。出所した息子は、雑貨店を訪れ、自らの痛みを通して女と快楽を共有するようになる。
女を襲った3人のうちの1人が出所する。男を出迎えた女は雑貨店に彼を招き入れ、酒を飲ませる。女が男のパンツを下ろしたところで、息子が男を取り押さえ、女が男の性器を切り取る。性器を失った男の肩に女が果物ナイフを突き刺し、それを小刻みに動かすうち、男はオーガズムに達する。
手術を受けた息子は、父の性器を移植されるが、その機能は回復しない。そんな折、家を出て行った母が2人のもとに帰ってくる。ベッドに横たわる息子の顔を撫でていると、息子の性器が反応を示す。息子は雑貨店に行き、女と性交したのち、女に別れを告げる。その後、母は手淫によって息子をオーガズムに導く。母と息子の関係を知った父は、眠っている息子の性器を切り取ろうと、ナイフを手に息子の部屋へ入る。息子が目覚め、母が部屋に入ってきたことにより、父の試みは失敗に終わる。
ある夜、息子は夢を見る。それは、寝室で息子と母が性交しているところに拳銃を持った父が入ってきて、2発の銃声が響く、というものだった。目を覚ました息子が部屋を出ると、階段には、拳銃で頭を撃って無理心中した父と母の姿があった。息子は拳銃を拾い上げて、自らの股間を撃ち抜く。
深夜、骨董品店の前で息子が仏像に祈りを捧げている。正面を見据えた彼の顔には、穏やかな微笑が浮かんでいる。

## キャスト
- 父 - チョ・ジェヒョン
- 息子 - ソ・ヨンジュ
- 母/女 - イ・ウヌ

## 発表
韓国映像物等級委員会の審査を受けた本作は、7項目のうちの2項目で基準を満たしていなかったことにより、上映制限の判定が下されたが、キム・ギドクが最も過激な場面を切り、映画製作者や批評家など総勢93名が署名活動をおこなったのち、ようやく本国での一般公開にこぎつけた。日本では、撮影当時15歳のソ・ヨンジュが女性の乳房を触る場面は児童ポルノ法に抵触するかもしれないとされたため、キム・ギドクがさらに再編集することによって、日本での上映が可能となった。
2013年9月3日、第70回ヴェネツィア国際映画祭にて上映された。

## 評価
Metacriticでは、16件のレヴューで平均値は66点だった。Rotten Tomatoesでは、35件のレヴューで支持率は77%だった。
『The Village Voice』のステファニー・ザカレックは、一切の台詞を排した本作でキム・ギドクが映像と身振りに細心の注意を払っている、と指摘した。『Exclaim!』のスコット・A・グレイは「大半の観客にとっては対立的であるとしても、無視するには思慮深くて面白すぎる」と評し、本作に10点満点の8点を与えた。『Indiewire』のエリック・コーンは、ラップトップでGoogle検索をする父親役の姿にキム・ギドクを重ね合わせた。